# Cypripedium agnicapitatum
Cypripedium agnicapitatum là một loài thực vật có hoa trong họ Lan. Loài này được Y.N.Lee mô tả khoa học đầu tiên năm 2002.